# کاغذ کشی یا مجعد

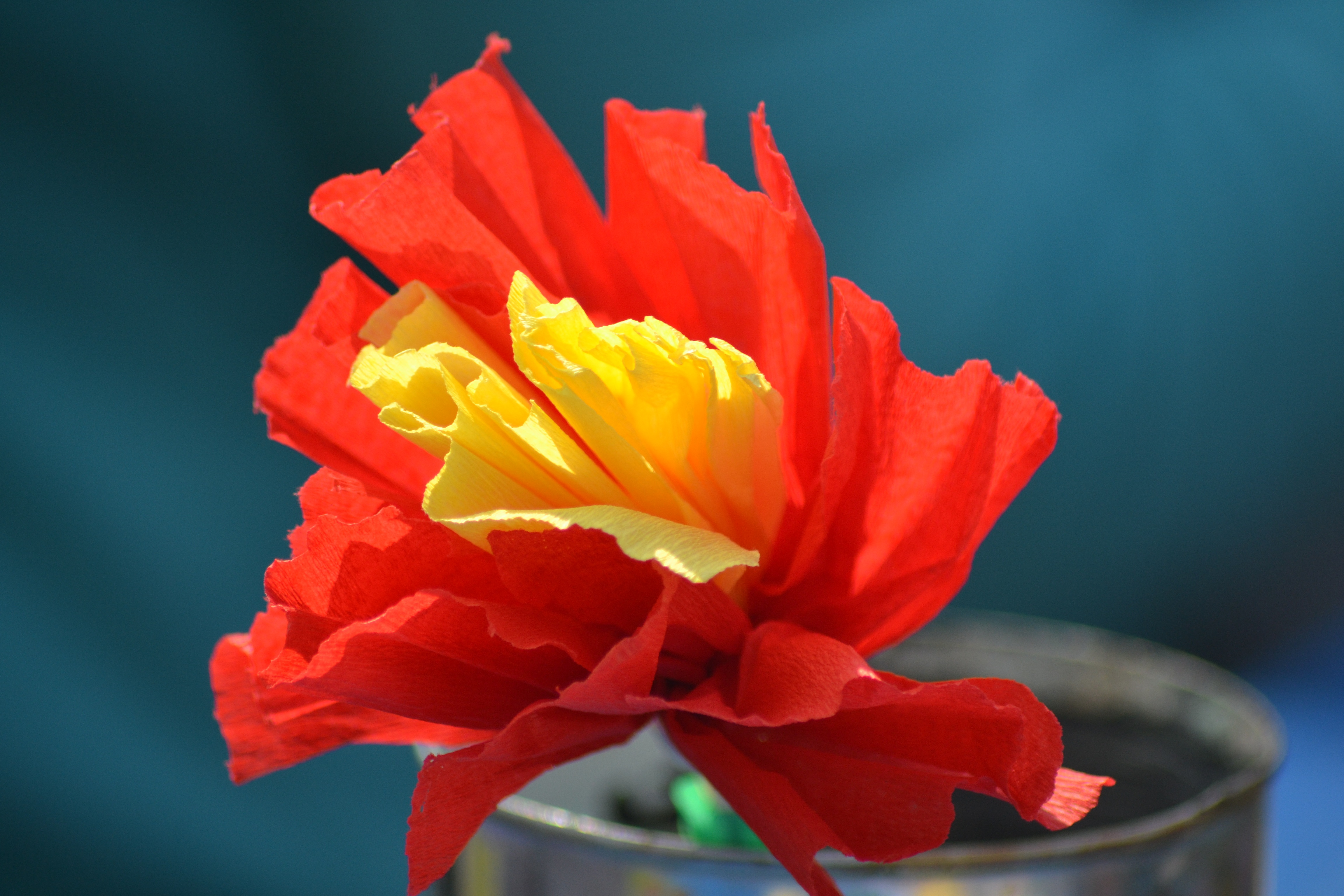
کاغذ کشی

کاغذ الیاف درشت نوعی دستمال کاعذی است که با اندازه (Sizing) (یک چسب مانند ماده) پوشش داده شده است. می توان آن را به شکل هدایای مخصوص میهمانی چین داد و تضیین کرد ، و به آن بافتی دانه مانند  پارچه پیچ و تاب دار، ناصاف گفت . این فرایند چین خوردگی یا کرپینگ نامیده می شود.
کاغذ کشی یا مجعد نیز به صورت صاف فروخته می شود و به عنوان یک پارچه یکبار مصرف استفاده می شود .

## تولید
کاغذهایی که کرپ می شوند روی دستگاههای کاغذی تولید می شوند که دارای یک سیلندر بزرگ خشک کن بخار (یانکی) مجهز به هود هوای گرم است. ماده اولیه خمیر کاغذ است. سیلندر یانکی با چسب پاشیده می شود تا کاغذ بچسبد. کراپینگ توسط تیغه دکتر بلید یانکی انجام می شود که در حال تراشیدن کاغذ خشک از سطح سیلندر است. چین خوردگی (خرد شدن) با مقاومت چسب ، شکل تیغه دکتر بلید، اختلاف سرعت بین یانکی و قسمت نهایی دستگاه کاغذ و خصوصیات خمیر کاغذ کنترل می شود.

## خواص
کاغذ کشی یا مجعد در میان سبک ترین کاغذ ها هستند و به طور معمول کمتر از 35 گرم / متر مربع هستند.
نسبت کشی یا مجعد بیانگر مقدار کاغذی است که در حین خرد کردن کوتاه شده است. این رقم به طور معمول بین 10 تا 30 درصد است. از کرپینگ برای تنظیم کشش و ضخامت کاغذ استفاده می شود که هر دو تأثیر قابل توجهی بر نرمی و قدرت جذب دارند.
کرپینگ را می توان برای کاغذهای مخصوص مانند میکروسکوپ کردن در کاغذ کرافت نیز استفاده کرد.

## برنامه های کاربردی
- کاغذ کشی یا مجعد برای پخش های جریانی و سایر تزیینات مهمانی محبوب است.
- لوازم جانبی  را می توان از کاغذ کشی یا مجعد تهیه کرد. می توان آن را در مقدار کمی آب خیس کرد تا رنگی برای تخم های عید پاک ، کارتن سفید و سایر مواد ایجاد شود.
- از کاغذ کشی یا مجعد می توان برای ساختن گلهای کاغذی ، ظروف و مجسمه سازی کاغذ نیز استفاده کرد.
- کاغذ کشی یا مجعد به عنوان پشتوانه برای انواع چسب نواری ها ، از جمله نوار نقاب و چسب برق مهم است.
- می توان به جای پوسته ذرت برای ساختن تامال استفاده کرد.
- در اتحاد جماهیر شوروی سابق ، کاغذ کشی یا مجعد رنگ نشده و سفید نشده به طور گسترده ای برای دستمال توالت استفاده می شد.
- در سیستم های بازیابی در موشک های مدل کوچک استفاده می شود.
- کاغذ کشی یا مجعد یکی از اجزای اصلی مورد استفاده در ساخت صحنه و لباس برای Junkanoo محبوب ترین رژه خیابانی در باهاما است.
- از کاغذ کشی یا مجعد می توان به عنوان رژ لب ، رژ لب و رنگ مو نیز استفاده کرد.